# Різдвяний ярмарок Кольмара
Різдвяний ярмарок Кольмара — традиційний ельзаський різдвяний ярмарок у Кольмарі, Верхній Рейн, Ельзас. Він відбувається щороку і починається в перші вихідні Адвенту і закінчується 30 або 31 грудня. Його великий успіх значною мірою пояснюється мальовничим, типовим і збереженим середньовічним ельзаським оточенням, меккою міжнародного ельзаського туризму.

## Історія
Кольмар продовжує ельзаську традицію Кришткіндельсмерік, засновану в 1570 році в Страсбурзі (християнський німецький різдвяний ярмарок Святого Миколая, традиційний для ельзаської та німецької культур, або ринок Дитятка Ісуса по- ельзаськи).

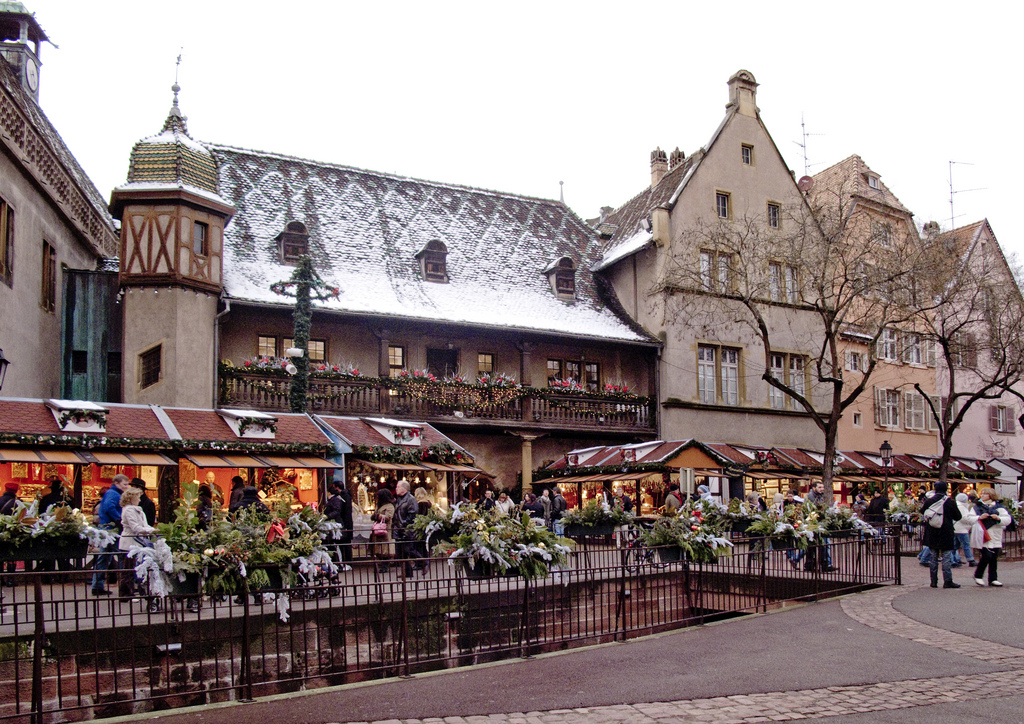
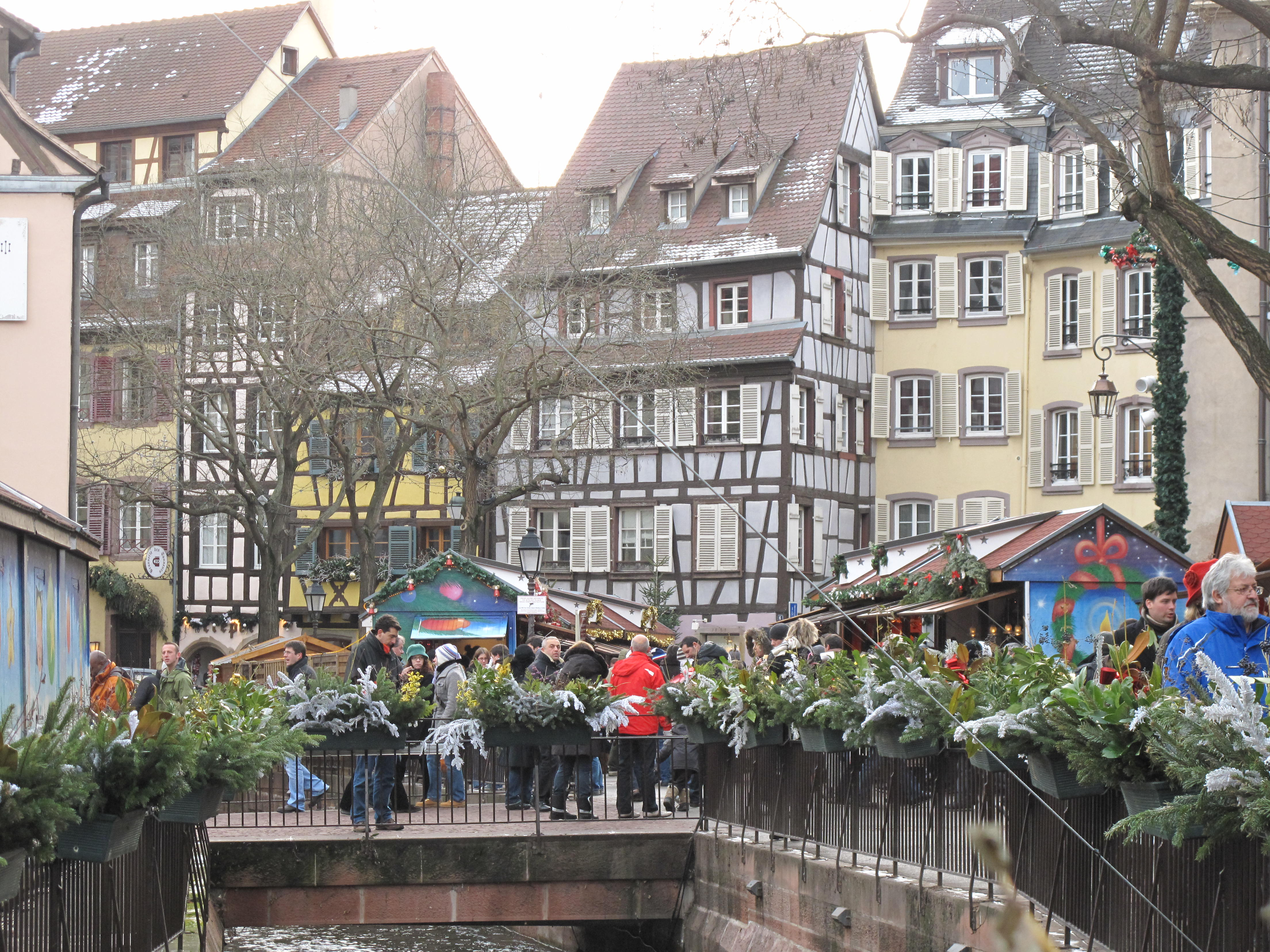
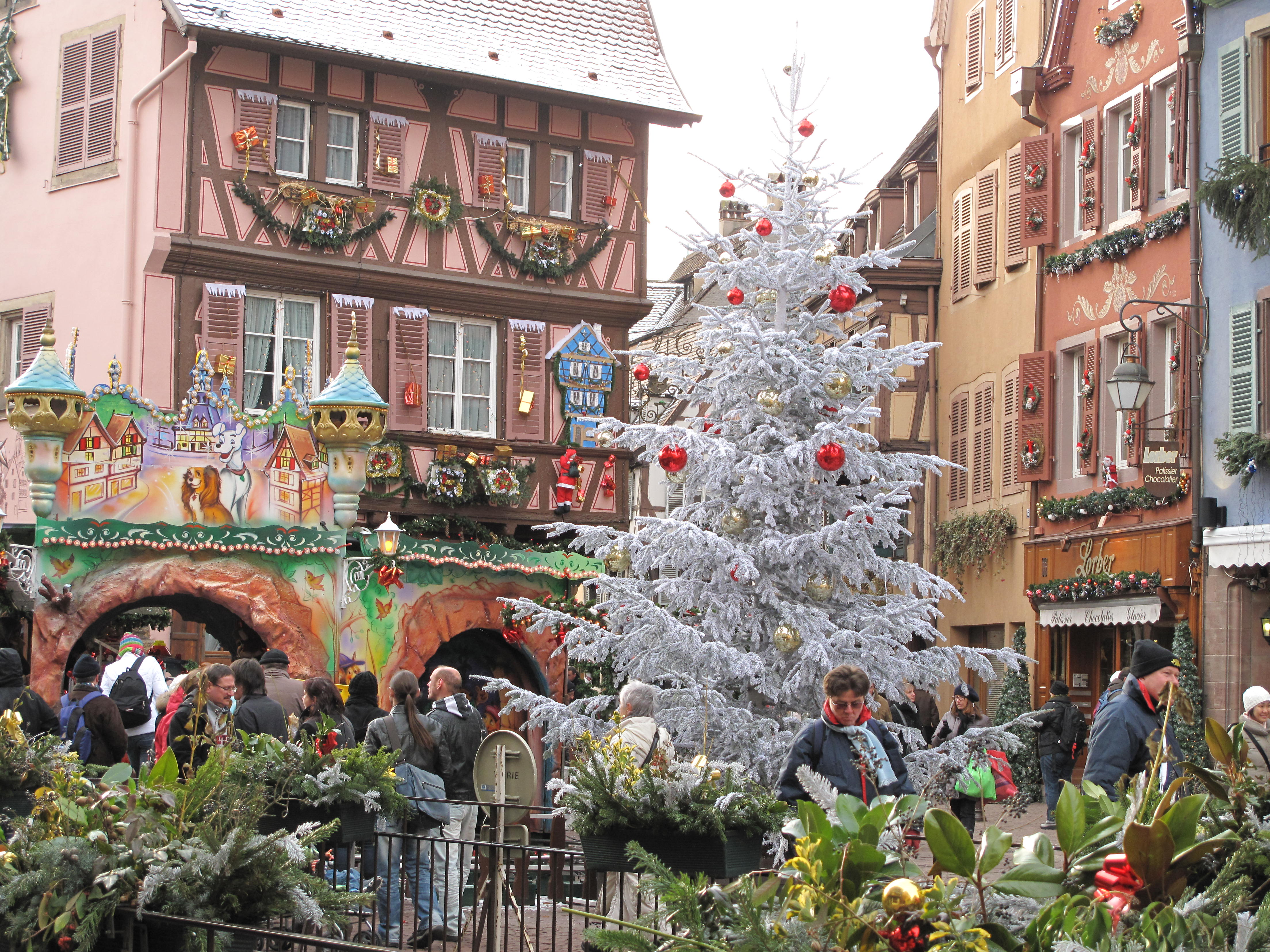
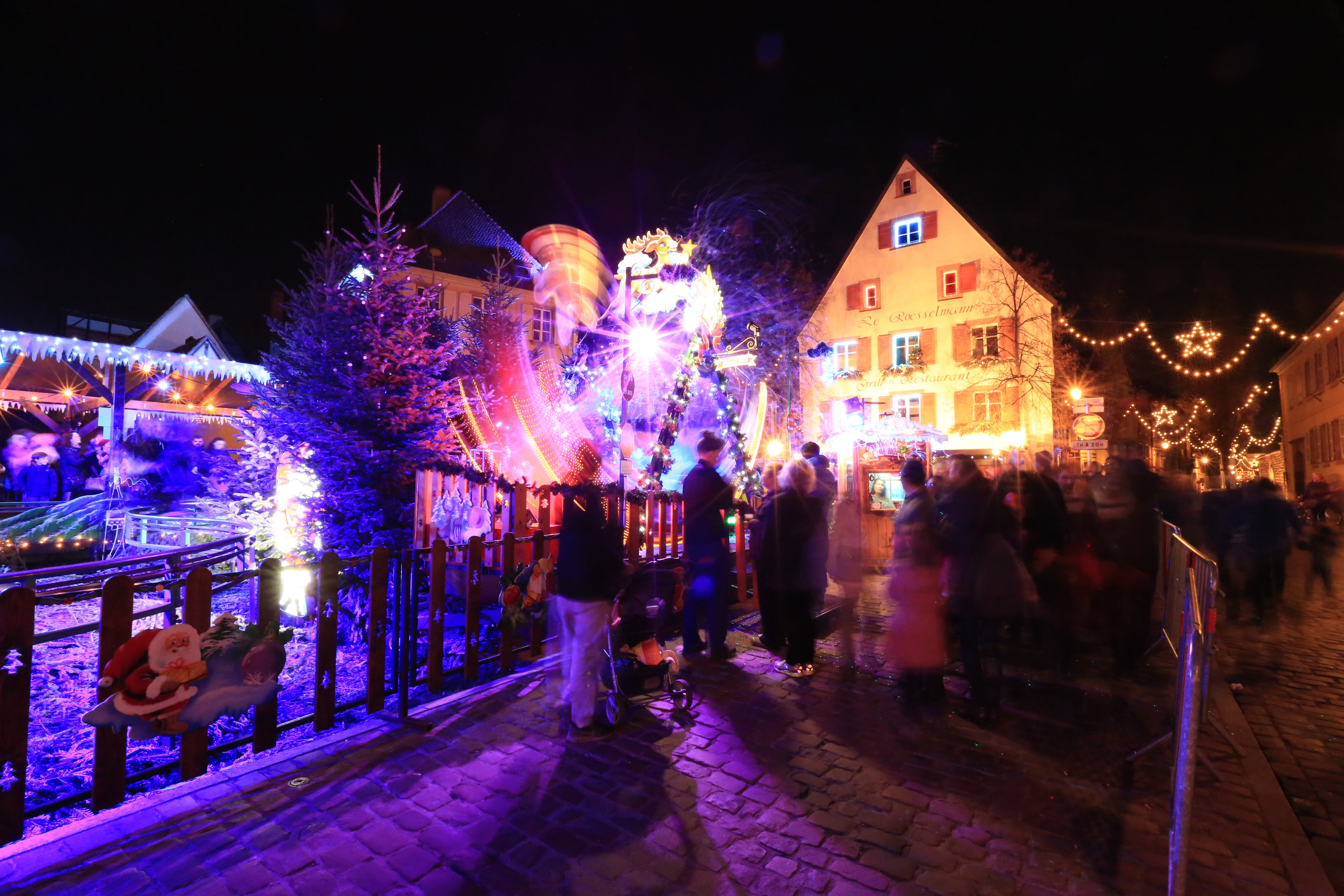

Він розподілений загалом навколо п'яти головних площ історичного центру, у мальовничому збереженому місці ельзаських фахверкових будинків, освітлених у дусі Різдва, між ресторанами, winstub (винними барами), магазинами та близько 200 шале / кіосками. встановлено з нагоди. В основному він присвячений регіональним продуктам, ремеслам, різдвяним прикрасам, різдвяним подарункам.
- Place des Dominicains (Кольмар) і монастир домініканців Кольмара з XIV століття
- Place de l'Ancienne-Douane і його стара митниця (Koïfhus) з XV століття (маленька Венеція Кольмар)
- Place des Six-Montagnes-Noires
- Площа Жанни д'Арк (Кольмар)
- Площа Реппа
- Ялинковий базар

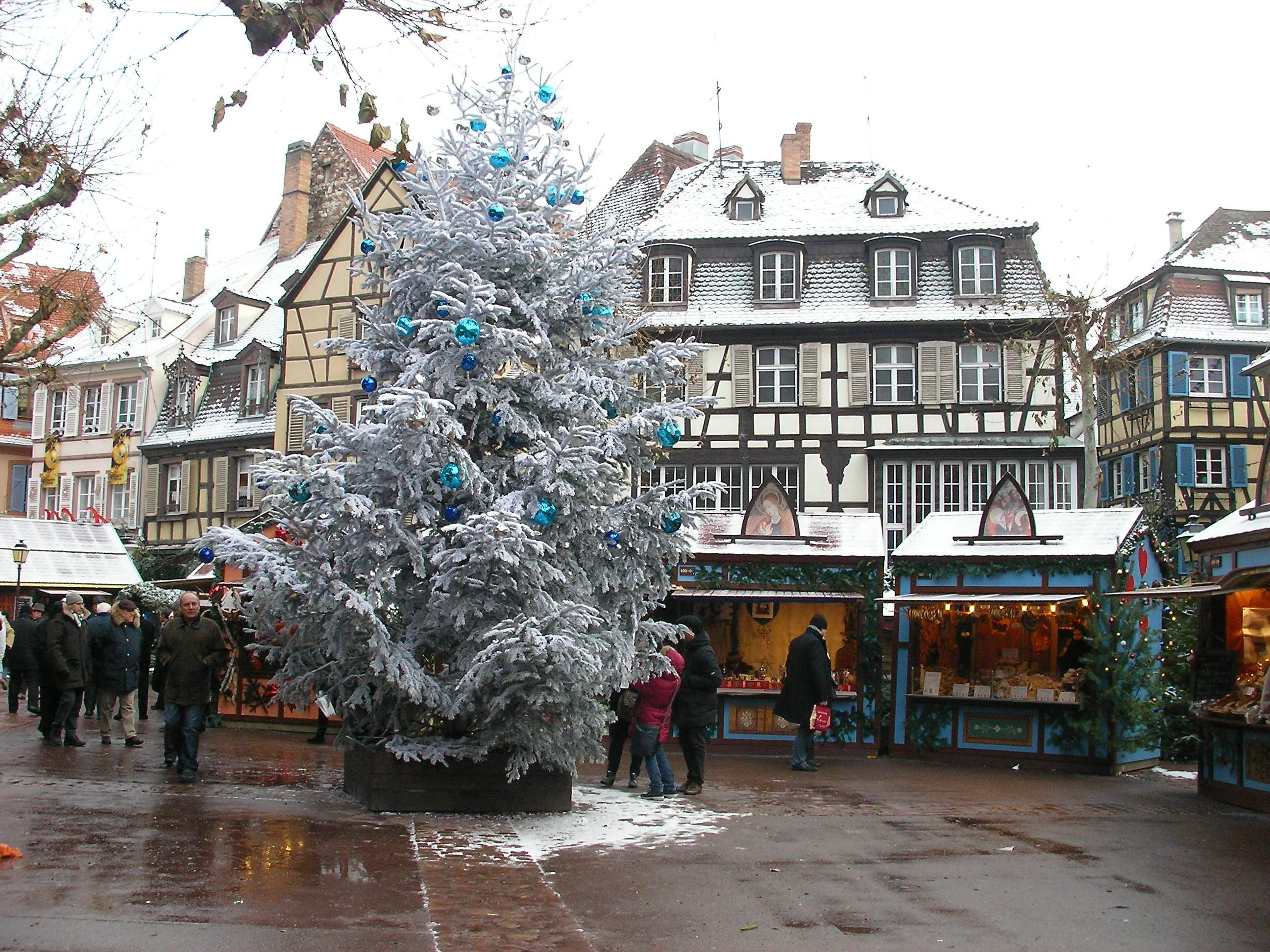
Різдвяний ярмарок домініканців.
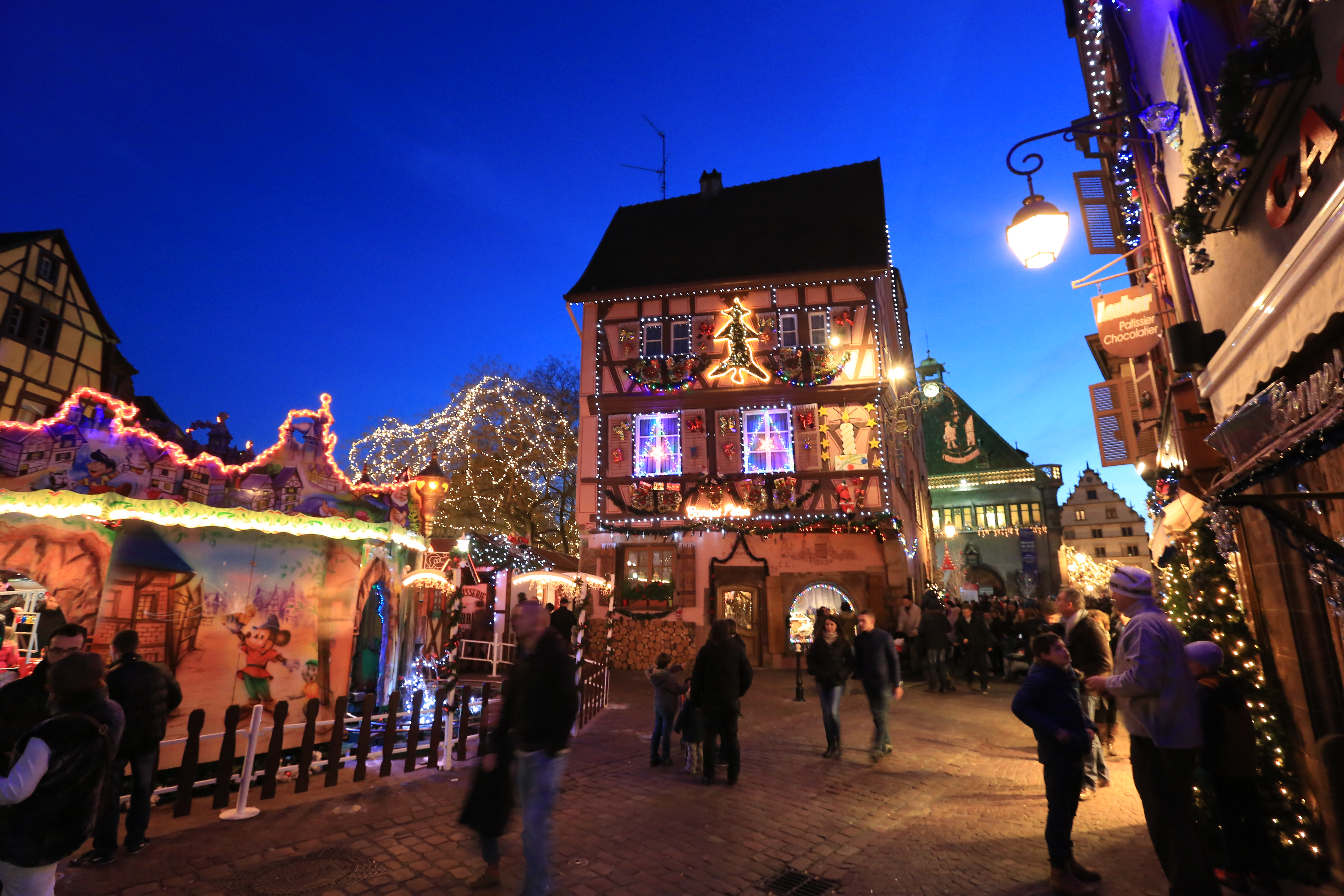
Будинок паломника.
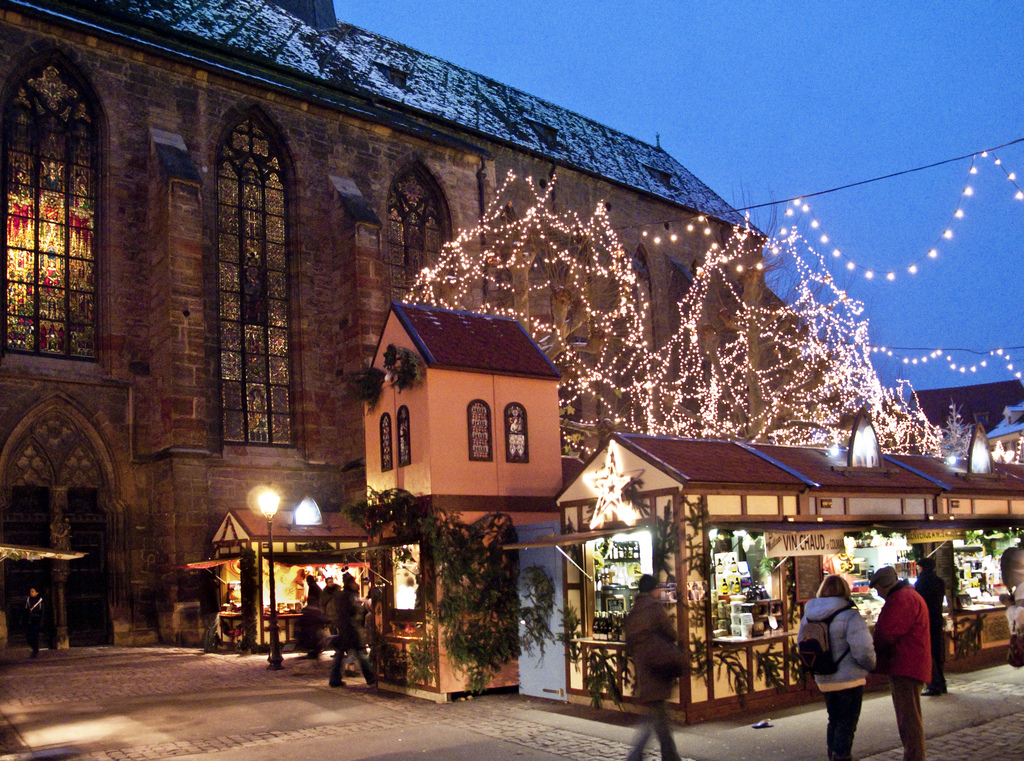
Різдвяний ярмарок домініканців.
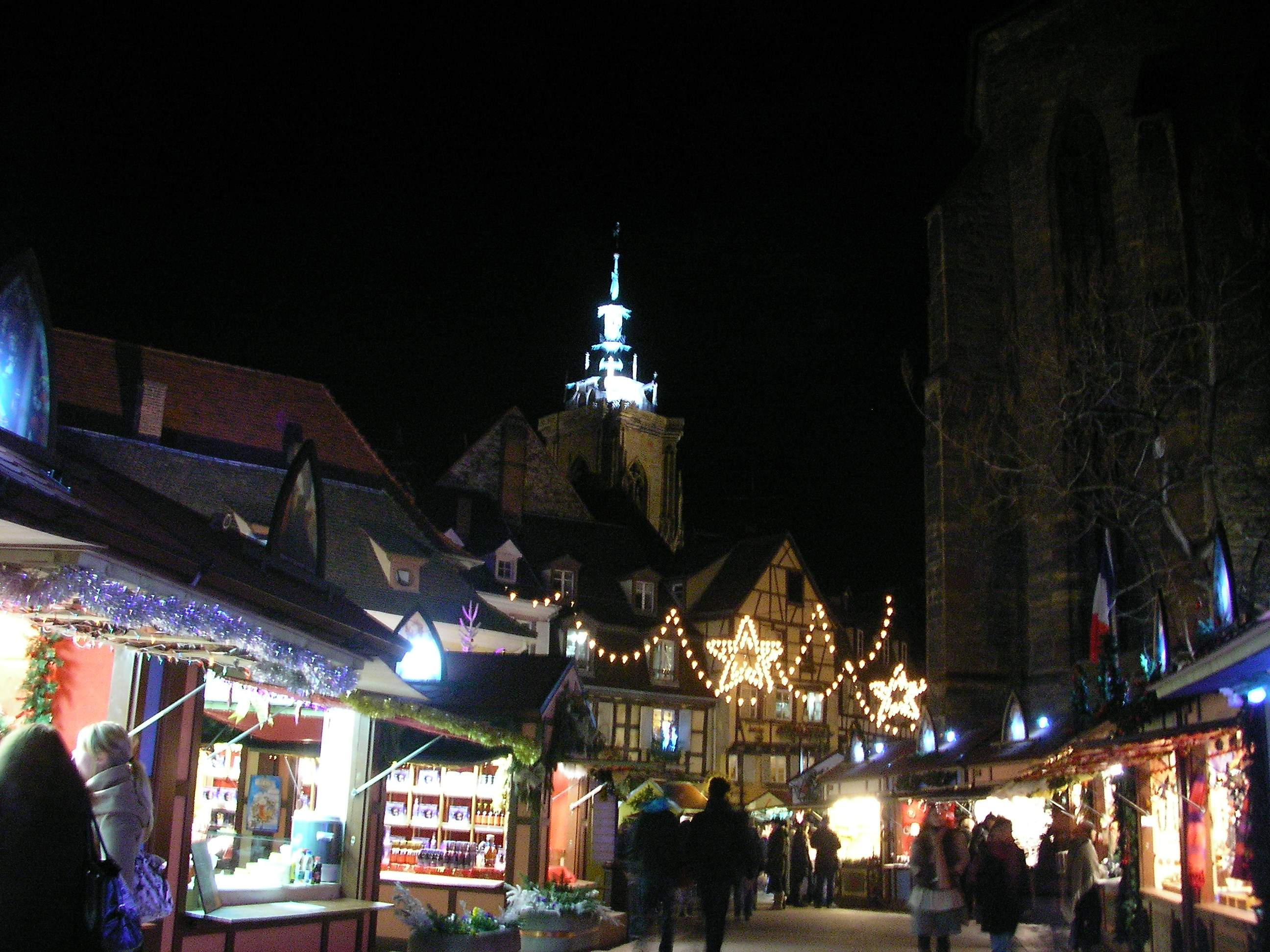
Різдвяний ярмарок на Place des Martyrs-de-la-Résistance.
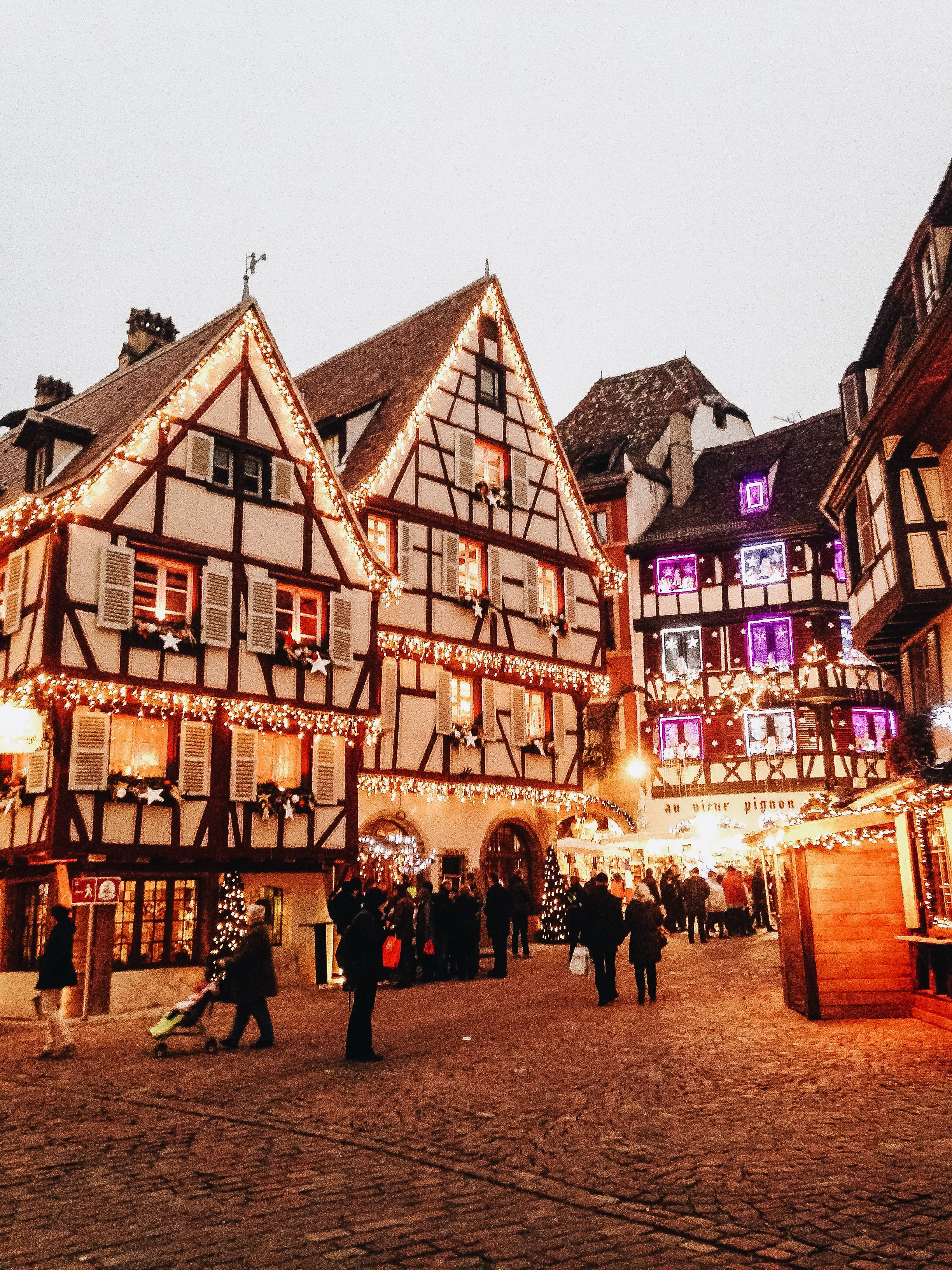
Ілюмінація на перехресті Grand'Rue і Rue des Marchands.

Він також пропонує щось поїсти з численними ельзаськими ресторанами та магазинами місцевих виноробів з ельзаських виноградників, традиційними регіональними гастрономічними продуктами, ельзаською квашеною капустою, фуа -гра, каштанами, тостами, глінтвейном, шпецле, кренделями, бределем, маннеле, беравекою (фрукти). хліб), кориця, тістечка, куглоф, пряники, нуга, цукерки, кондитерські вироби, марципан, горіхи, цукати.
Різдвяний ярмарок у Кольмарі, поряд зі страсбурзьким Кришткіндельсмеріком, належить до числа найпопулярніших, щорічно залучаючи близько 1,5 млн відвідувачів (зокрема близько 45% іноземних).
У 2017 році ярмарок у Кольмарі було визнано найкрасивішим у Франції.
У 2018 році в роботі різдвяного ярмарку відбулися деякі зміни. У Кольмарі відкрився новий різдвяний базар, який розташувався на Кафедральній площі.